# Ifranj
Els ifranj o firanj és el nom que els àrabs van donar als francs (no a França), inicialment limitat als habitants de l'imperi de Carlemany, i que després es va estendre a tots els europeus occidentals (inclosos els britànics), excepte els cristians de l'Àndalus, els eslaus (saqàliba) i els vikings o normands (majús). A França se li donava el nom d'Ifranja del que va derivar el turc i persa Firangistan. Ifranj es creu que era sinònim de rum (‘romans').